# Mehlem’sches Haus

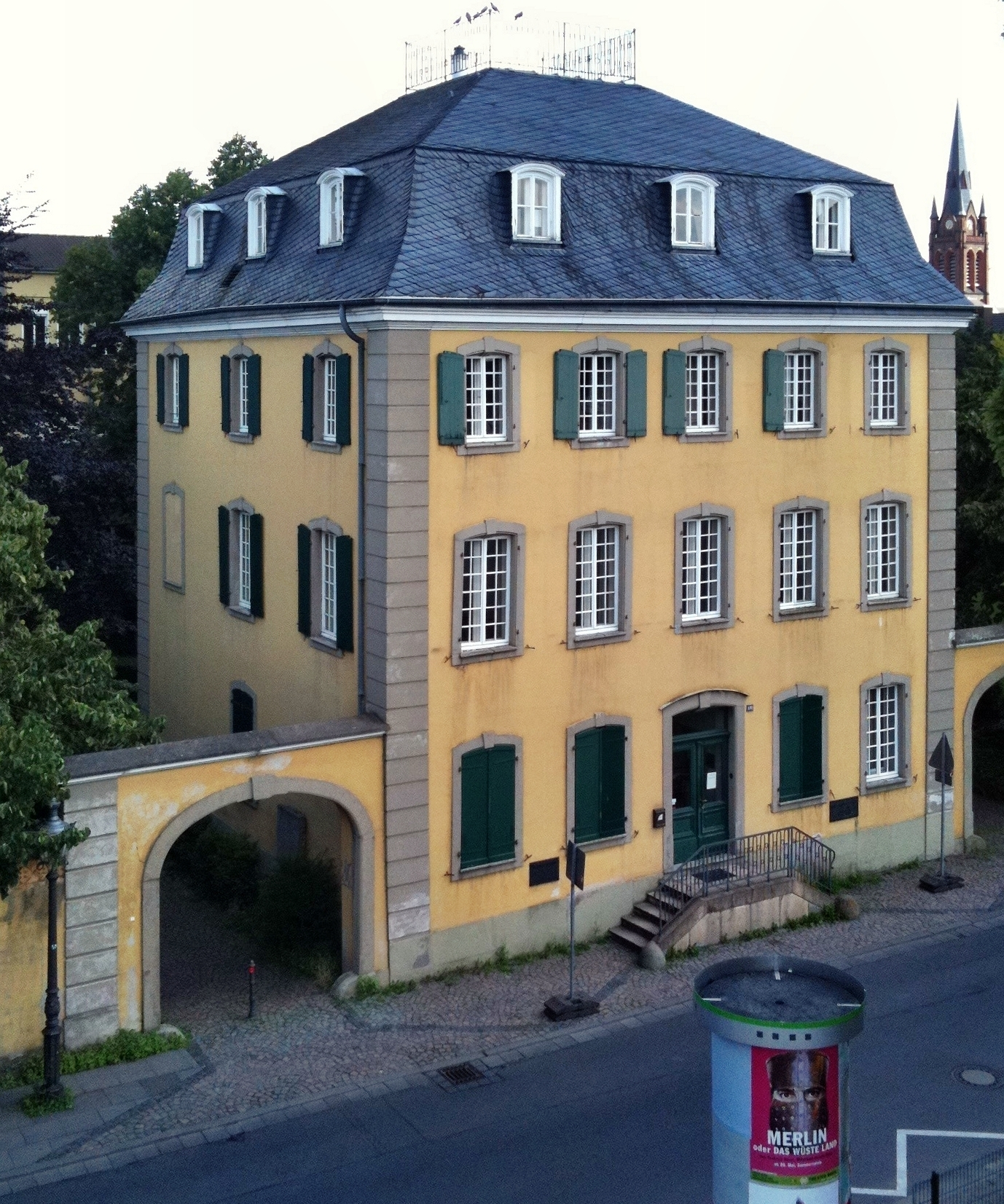
Mehlem’sches Haus (2010)

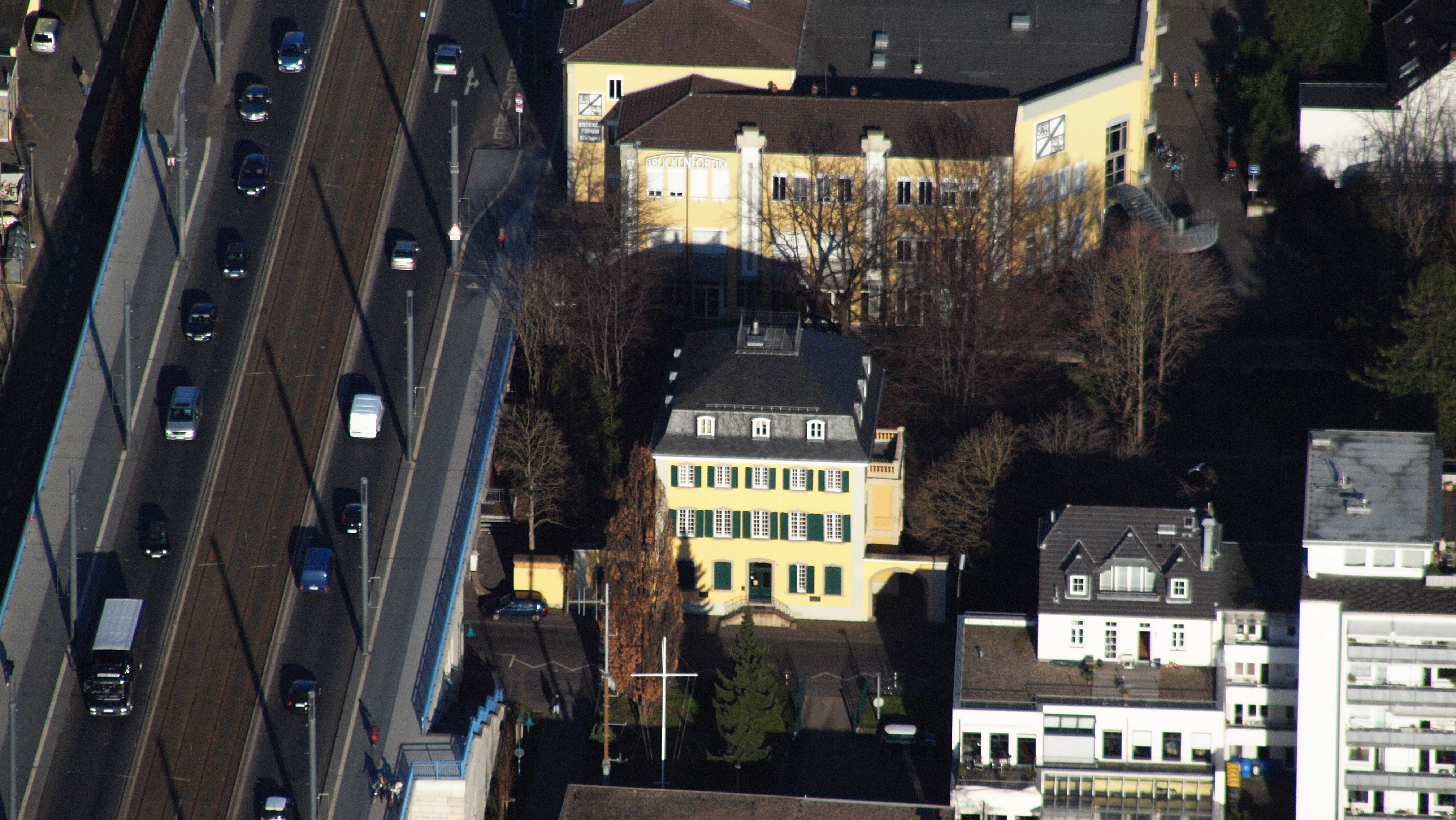
Mehlem’sches Haus, Luftaufnahme (2015)

Das Mehlem’sche Haus (auch Haus Mehlem) ist ein ehemaliges Palais in Beuel, einem Stadtbezirk von Bonn, das Mitte des 18. Jahrhunderts errichtet wurde. Es liegt nahe dem Rheinufer und der Südseite der Kennedybrücke an der Rheinaustraße (Hausnummer 131). Das Mehlem’sche Haus steht als Baudenkmal unter Denkmalschutz. Seit 1979 wird es von der Musikschule der Stadt Bonn genutzt.

## Geschichte
Sowohl das genaue Baujahr als auch der Architekt des Gebäudes sind unbekannt. Es entstand bereits um 1750 für das Ehepaar Johannes Paul Mehlem (1723–1782) und Elisabeth Stammel auf dem ehemaligen Gelände der Beueler Schanze. Mehlem war der Sohn einer Bonner Schifferfamilie und hatte 1745 die Tochter Leonhard Stammels, des sog. „Brückenmeisters“ des Dorfes Combahn geheiratet, dessen Familie als Inhaber der Fährgerechtsame die auch „Fliegende Brücke“ genannte Gierseilfähre zwischen Bonn und Beuel betrieb und dazu in Nachbarschaft der Beueler Anlegestelle ein Haus und einen Bootsschuppen besaß sowie Landwirtschaft betrieb. Mehlem trat die Nachfolge seines Schwiegervaters als Brückenmeister an. Bei dem schweren Hochwasser im Februar 1784 wurden die zum Mehlem’schen Haus gehörenden Wirtschaftsgebäude zerstört und anschließend neu errichtet. Die Inschrift am Schlussstein eines Torbogens am erhaltenen Hauptgebäude enthält nämlich das Jahr 1785. Das Haus hatte aufgrund der niedrigen Bebauung der Umgebung eine ortsbildprägende Stellung im Rheinpanorama von Beuel.
Um 1843 bezog Johann Wilhelm Windgassen (1779–1852), der Begründer der Friedrich-Wilhelms-Hütte bei Troisdorf, das Anwesen und lebte hier als Rentner bis zu seinem Tod. 1885 wurde das Mehlem’sche Haus in fünf Wohnungen unterteilt und vermutlich zur gleichen Zeit auf der Südseite um eine zweigeschossige Loggia mit Balkon ergänzt. Zu den nachfolgenden Bewohnern gehörte August Wilhelm Andernach (1862–1942), Fabrikant und Gründer einer Teerproduktionsanlage in Beuel 1888. Gegen Ende des 19. Jahrhunderts verlor das Gebäude aufgrund der weiteren Entwicklung Beuels seine städtebauliche Dominanz. Nach mehrfachen Eigentümerwechseln ging das Haus 1917 in das Eigentum der Stadt Bonn über, die das Grundstück für eine geplante, aber nicht ausgeführte Verbreiterung der benachbarten Rheinbrücke verwenden wollte. In der Folge wurde es von ihr weiterhin als Mehrfamilienhaus vermietet. So wohnte seit 1928 Percy Gothein im Mehlem´schen Haus. Die vormaligen Nebengebäude des Anwesens haben sich im Laufe des 20. Jahrhunderts nicht erhalten.
Nach dem Zweiten Weltkrieg verschlechterte sich der Zustand des Gebäudes zunehmend: Die Fassade blätterte ab, Teile der Eingangstreppe brachen weg und das Gitter auf dem Dach ging verloren. Um 1970 beabsichtigte die Stadt daher, das Haus abzureißen. 1975 gründete sich zu seinem Erhalt der „Verein Haus Mehlem e. V.“ (heute: Denkmal- und Geschichtsverein Bonn-Rechtsrheinisch e. V.), der sich bei der Stadt erfolgreich für eine Sanierung des Gebäudes einsetzte. Sie begann 1977, nahm 1,2 Millionen D-Mark in Anspruch und war bis zur Neueinweihung des Anwesens als Beueler Standort der städtischen Musikschule am 27. August 1979 abgeschlossen.
2012 wurde das Mehlem’sche Haus erneut saniert.

## Architektur
Das erhaltene spätbarocke Hauptgebäude aus der Mitte des 18. Jahrhunderts ist ein dreigeschossiger Kubus, der an der zum Rhein hin ausgerichteten Schauseite fünf Fensterachsen umfasst. Er wird nach oben hin durch ein Mansarddach abgeschlossen, dem eine als Belvedere dienende Plattform mit Bronzegitter aufgesetzt ist. Seitlich sind dem Gebäude jeweils Tordurchfahrten angegliedert, von denen eine in ihrem Schlussstein die Jahreszahl 1785 enthält und die zu einer rückwärtigen, parkähnlichen Gartenanlage führen. Der straßenseitige Eingang ist höhergelegen und von einer kleinen Doppeltreppe eingefasst. Die Fenster der Vollgeschosse sind von Sandstein gerahmt, die Gebäudeecken von gequaderten Pilastern geschmückt.
Aufgrund seiner zwar schlichten, aber repräsentativen Gestaltung und der von Beginn an zugehörigen Gartenanlage lässt sich das Mehlem’sche Haus als Palais einordnen. Es findet in Bonn eine bauzeitliche Entsprechung in dem Fürstenbergischen Palais am Münsterplatz sowie dem ehemals am Rheinufer gelegenen Metternicher Hof (um 1905 abgebrochen) und gehört zu den wenigen erhaltenen Kanoniker- und Patrizierhäusern der Stadt.

„Die Schaufassade zum Rhein hin verdeutlicht mit schlichten Formen die „Angemessenheit“ des Baus, die wichtiger Teil der damaligen Architekturtheorie war.“